# Saint-André-sur-Orne
 Saint-André-sur-Orne  es una población y comuna francesa, situada en la región de Baja Normandía, departamento de Calvados, en el distrito de Caen y cantón de Bourguébus.

## Demografía
| 905 | 1044 | 1156 | 1242 | 1310 | 1606 |
| Para los censos de 1962 a 1999 la población legal corresponde a la población sin duplicidades (Fuente: INSEE [Consultar]) |      |      |      |      |      |